# Katedra Kościoła Chrystusowego w Dublinie
Katedra Kościoła Chrystusowego w Dublinie (ang. Christ Church Cathedral, irl. Ardeaglais Theampall Chríost), znana również jako Katedra Świętej Trójcy (ang. The Cathedral of the Holy Trinity) – katedra diecezji Dublin i Glendalough oraz katedra prowincji Dublin, należąca do kościoła Irlandii. Mieści się w Dublinie, stolicy Irlandii. Jest jedną z dwóch katedr Kościoła Irlandii, po katedrze św. Patryka.

## Historia

Pierwszy, drewniany kościół katedralny w Dublinie został ufundowany w tym miejscu w 1038 roku przez Sitrica Silkenbearda, pierwszego chrześcijańskiego króla dublińskich Norwegów. Później został zburzony przez Richarda Strongbowa, który w 1172 roku wybudował nową kamienną świątynię. Z powodu ustawienia fundamentów na niestabilnym gruncie, w 1562 roku nastąpiło zawalenie południowej ściany.
Świątynia w obecnej formie to efekt dziewiętnastowiecznej renowacji, m.in. przypory są zaprojektowane przez nadzorującego prace architekta George’a Edmunda Streeta.